# Iuri Manúilov
Iuri Manúilov (en rus: Юрий Мануйлов), (Krasnodar, 10 de juny de 1964) és un ex-ciclista rus. Fou professional del 1991 fins al 1995, encara que ja competia en proves com amateur quan encara era soviètic.

## Palmarès
- 1990
  - 1r al Duo Normand (amb Dimitri Vassilichenko)
  - Vencedor d'una etapa a la Settimana Ciclistica Bergamasca
  - 1r al Tour de Poitou-Charentes i vencedor d'una etapa
  - Vencedor d'una etapa al Tour de Normandia
- 1991
  - Vencedor d'una etapa al Trofeu Castella i Lleó
- 1992
  - Vencedor d'una etapa a la Volta a Portugal

### Resultats a la Volta a Espanya
- 1991. 86è de la classificació general

### Resultats al Giro d'Itàlia
- 1993. 108è de la classificació general